# سوزوکی ماگوایچی
سوزوکی ماگویچی (به ژاپنی: 鈴木孫一、鈴木孫市 Suzuki Magoichi)(ماگویچی سایکا یا ماگویچی سایگا); (تولد ۱۵۳۴ – مرگ ۲ مه، ۱۵۸۹) یک سامورایی اهل ژاپن و رهبر شورش سایکا ایکی یکی از نبردهای وابسته به نبردهای ایشی‌یاما هونگان بود. وی در این نبرد با اودا نوبوناگا جنگید.